# 篠宮沙弥
篠宮 沙弥（しのみや さや、11月13日 - ）は、日本の女性声優。
キャロットハウス所属。千葉県出身。血液型はO型。

## 人物
趣味はカラオケ、旅行、ゲーム、雑貨集め、芸術鑑賞、野球観戦、ショッピングなど多彩で、地元千葉県に本拠地を構える千葉ロッテマリーンズのファンである。

## 出演
太字はメインキャラクター。

### テレビアニメ
2012年
- 薄桜鬼 黎明録（お梅）

2013年
- BROTHERS CONFLICT（今井真秀子）

2016年
- Rewrite（2016年 - 2017年、鳳ちはや、ディーマ）

2021年
- かぎなど（2021年 - 2022年、鳳ちはや） - 2シリーズ

### ゲーム
2009年
- NikQ（サイ 他）
- MILU（NPC）

2010年
- CLOCK ZERO 〜終焉の一秒〜

2011年
- 華鬼 〜恋い初める刻 永久の印〜（佐原もえぎ）
- Rewrite（鳳ちはや）

2012年
- L.G.S 〜新説 封神演義〜（那汰）
- 薄桜鬼 黎明録 名残り草（お梅）
- 薄桜鬼 黎明録 DS（お梅）
- 華鬼 〜夢のつづき〜（佐原もえぎ）
- Rewrite Harvest festa!（鳳ちはや）

2014年
- AMNESIA World
- 薄桜鬼 暁の調べ

2015年
- ゆのはなSpRING!（西原七緒）
- レンドフルール（マダム・エンジュ）

2017年
- Rewrite IgnisMemoria（鳳ちはや）

### ナレーション
- ノートン
- 勇心スプリング

### ドラマCD
- 真・翡翠の雫 緋色の欠片2 特典ドラマCD

### シリーズ一覧
1. ↑  シーズン1（2021年）、シーズン2（2022年）